# David Baszucki
David Baszucki (sinh ngày 20 tháng 1 năm 1963), còn được biết đến với tên người dùng Roblox david.baszucki, là một tỷ phú, kỹ sư và nhà phát minh người Mỹ gốc Canada.  Ông được biết đến nhiều nhất với tư cách là người đồng sáng lập và Giám đốc điều hành của Roblox. Trước đây, ông đã thành lập và giữ chức vụ Giám đốc điều hành của Cuộc cách mạng tri thức, được MSC Software mua lại vào tháng 12 năm 1998.

## Đầu đời và giáo dục
David Baszucki được sinh ngày 20 tháng 1 năm 1963 ở Canada. Ông nhập học tại một trường trung học phổ thông ở  Eden Prairie, bang Minnesota, nơi ông là đội trưởng của nhóm chương trình đố vui tivi của trường ông. Sau đó, ông đã tiếp tục để tổ chức một chương trình radio của ông dành cho KSCO Radio Santa Cruz từ tháng 2 đến tháng 3 năm 2003.